# 宇野祥平
宇野 祥平（うの しょうへい、1978年2月11日 - ）は、日本の俳優。大阪府出身。ADONIS A所属。
映画を中心に活動しており、映画化され、宇野自身も出演した『俳優 亀岡拓次』の主人公のモデルの一人。

## 経歴
小学校の頃から名画座に通う映画好きだった。高校卒業後、叔父の紹介で生花店で働く。その店主が仕入れ帰りにいきなり車を停め、道端の花を見つけて「この花、きれいやろ」と言ったことで、「本当に花が好きで仕事をしているんだ」と衝撃を受ける。そして自分も好きなことを仕事にしようと考えて映画の道に進む。梅田のビジュアルアーツ専門学校の放送映画科に入学し、昼間ボートレース場で大型ビジョンに映像を映すアルバイトをして夜に学校に通い、その後に仲間と自主映画を制作するという生活を送った。
2000年の映画『絵里に首ったけ』で、急に降板した役者の代役として俳優デビュー。2002年に上京して、録音スタジオの中にある喫茶店でアルバイトをしながら俳優を目指した。
2008年、『オカルト』で初主演。
アズランド所属を経て、2017年よりアノレ（2022年よりADONIS A）所属。
2020年公開の映画『罪の声』の演技でキネマ旬報ベスト・テンなど、複数の助演男優賞を受賞する高い評価を得た。

## 人物

### 交友関係
バンドのTHE イナズマ戦隊とは高校の野球部時代の先輩・後輩の仲である。2021年1月は、メンバーの提案により、同バンドの楽曲「世明けのうた」のミュージック・ビデオに出演した。
西尾孔志は専門学校時代の自主映画制作仲間の一人である。

## 受賞歴
- 2005年度
  - ひろしま映像展2005 演技賞（『女』『鵜野』）
- 2020年度
  - 第42回ヨコハマ映画祭 助演男優賞（『罪の声』『本気のしるし〈劇場版〉』）[8]
  - 第75回毎日映画コンクール 男優助演賞（『罪の声』）[9]
  - 第44回日本アカデミー賞 優秀助演男優賞（『罪の声』）[10]
  - 第94回キネマ旬報ベスト・テン 助演男優賞（『罪の声』『本気のしるし〈劇場版〉』『恋するけだもの』『37セカンズ』『星の子』）[11]
  - おおさかシネマフェスティバル2021 助演男優賞（『罪の声』）[12]
  - 第30回日本映画批評家大賞 助演男優賞（『罪の声』）[13]

## 出演

### 映画
- 絵里に首ったけ（2000年11月4日）
- 殺し屋1（2001年12月22日）
- 黄昏流星群 星のレストラン（2002年5月18日）
- スワンズソング（2002年11月9日）
- ハナムグリ（2002年）
- 座頭市（2003年9月6日）
- 花（2003年11月1日）
- この世の外へ クラブ進駐軍（2004年2月7日）
- FASTENER（2004年3月27日）
- ヴィタール（2004年12月11日）
- 魁!!クロマティ高校 THE☆MOVIE（2005年7月23日）
- 妖怪大戦争（2005年8月16日）
- TAKESHIS'（2005年11月5日）
- 東京ゾンビ（2005年12月10日）
- 幽霊より怖い話（2005年）
- 元祖 湘南瓦屋根物語（2005年）
- 出張ヘルスパイ麗子〜スパイ道（2005年12月17日）
- 痴漢男（2005年）
- 悪 WARU（2006年2月25日）
- ソースの小壜（2006年10月7日）
- 古奈子は男選びが悪い（2006年）
- 探偵事務所（2006年）
- 悪夢探偵（2007年1月13日）
- それでもボクはやってない（2007年1月20日）
- 魂萌え!（2007年1月27日）
- over8「ラーメン」（2007年1月27日）
  - 裸 over8「恋の裸」（2007年9月29日）
- となり町戦争（2007年2月3日）
- エクステ（2007年2月17日）
- 女（2007年3月31日）
- 鵜野（2007年3月31日）
- 東京タワー 〜オカンとボクと、時々、オトン〜（2007年4月14日）
- 机のなかみ（2007年4月21日）
- 16［jyu-roku］（2007年）
- 遊泳禁止区域（2007年）
- スキヤキ・ウエスタン ジャンゴ（2007年9月15日）
- ndjc:若手映画作家育成プロジェクト「琥珀色のキラキラ」（2008年）
- くりいむレモン 旅のおわり（2008年2月23日）
- 口裂け女2（2008年3月22日）
- 純喫茶磯辺（2008年7月5日）
- アキレスと亀（2008年9月20日）
- フレフレ少女（2008年10月11日）
- 先輩の女（2008年）
- シルエット〜Silhouette〜（2008年11月15日）
- デメキング（2009年3月7日）
- オカルト（2009年3月21日） - 主演
- ウルトラミラクルラブストーリー（2009年6月6日） - 小太郎の父 役
- ZEN（2009年）
- ある光（2009年）
- そうなんだ（2009年）
- カイジ 人生逆転ゲーム（2009年10月10日）
- ヴィヨンの妻 〜桜桃とタンポポ〜（2009年10月10日）
- スノープリンス 禁じられた恋のメロディ（2009年12月12日）
- 蘇りの血（2009年12月19日）
- 昆虫探偵ヨシダヨシミ（2010年4月3日）
- ゼブラーマン -ゼブラシティの逆襲-（2010年5月1日）
- ケンタとジュンとカヨちゃんの国（2010年6月12日）
- さんかく（2010年6月26日）
- ゲゲゲの女房（2010年11月20日） - 川男 役
- 婚前特急（2011年4月1日） - 堀アキラ 役
- 劇場版 神聖かまってちゃん ロックンロールは鳴り止まないっ（2011年4月2日）
- まほろ駅前多田便利軒（2011年4月23日） - 看板持ちの男 役
- 超・暴力人間（2011年） - 主演
  - 超・暴力人間 デラックス（2014年2月4日）（短編）
- 超・悪人（2011年5月14日） - 主演
- 無事なる三匹（2011年）
- GOD SPEED YOU（2011年）（短編）
- NINIFUNI（2011年6月11日）
- ハラがコレなんで（2011年11月5日）
- 真夜中からとびうつれ（2011年11月5日）
- おばあちゃん女の子（2011年11月5日）
- キツツキと雨（2012年2月11日）
- どんずまり便器（2012年4月14日） - 島田 役
- 冬のアルパカ（2012年6月30日）
- 苦役列車（2012年7月14日） - 風俗店の客引き 役
- 黄金を抱いて飛べ（2012年11月3日）
- ニュータウンの青春（2012年11月3日）
- 太陽は待ってくれない（2012年11月10日） - 江口昭夫 役
- 耳をかく女（2012年11月24日） - 小林 役
- チチを撮りに（2013年2月16日）
- 横道世之介（2013年2月23日）
- ぼっちゃん（2013年3月16日） - 田中さとし 役
- 舟を編む（2013年4月13日） - 宮本慎一郎 役
- ウルトラマンギンガ 劇場スペシャル（2013年9月7日） - 柿崎太一 役
- ただいま。 （2013年9月28日） - チマト 役
- I am ICHIHASHI 逮捕されるまで（2013年11月9日）
- クローズEXPLODE（2014年4月12日）
- トップ（2014年）
- わたしのハワイの歩きかた（2014年6月14日） - 本間忠義 役
- 殺人ワークショップ（2014年9月13日） - 主演・江野祥平 役
- まほろ駅前狂騒曲（2014年10月18日）
- 惑星ミズサ（2014年10月18日） - 韓国人 役
- 百円の恋（2014年12月20日） - 岡野淳 役
- ジョーカー・ゲーム（2015年1月31日）
- 深夜食堂（2015年1月31日） - 小道 役
  - 続・深夜食堂（2016年11月5日）
- 味園ユニバース（2015年2月14日） - 大森利行 役
- 正しく生きる（2015年3月7日） - 佐々木浩介 役
- 夫婦フーフー日記（2015年5月30日） - 佐藤 役
- 木屋町DARUMA（2015年10月3日） - 角田隆三 役
- 歯まん（2015年） - 八百久のおやじ 役[注 1]
- 俳優 亀岡拓次（2016年1月13日） - 宇野泰平 役[15]
- セーラー服と機関銃 -卒業-（2016年3月5日） - 晴雄 役[16]
- つむぐもの（2016年3月19日） - 山下 役[17]
- 64-ロクヨン- - 山科 役
  - 前編（2016年5月7日）
  - 後編（2016年6月11日）
- 二重生活（2016年6月25日）
- セトウツミ（2016年7月5日） - バルーンさん 役
- ディアスポリス -DIRTY YELLOW BOYS-（2016年9月3日） - ロドリゴ 役
- 14の夜（2016年12月24日）
- まんが島（2017年3月25日） - 藤井寺ポン 役
- 22年目の告白 -私が殺人犯です-（2017年6月10日）
- 劇場版 仮面ライダーエグゼイド トゥルー・エンディング（2017年8月5日） - 小星作 役
- ムーンライト下落合（2017年11月11日） - 主演・三上 役（加瀬亮とW主演）[18][19]
- 嘘八百（2018年1月5日） - 材木屋 役
  - 嘘八百 京町ロワイヤル（2020年1月31日）[20]
  - 嘘八百 なにわ夢の陣（2023年1月6日）
- 素敵なダイナマイトスキャンダル（2018年3月17日） - 礼司 役
- 春夫と亮二 第一話河童（2018年2月12日）
- 恋のクレイジーロード（2018年5月5日） - 女装男 役[21]
  - 恋するけだもの（2020年12月4日）[22][23]
- 友罪（2018年5月25日）[24]
- 焼肉ドラゴン（2018年6月22日） - 呉信吉 役[25]
- 菊とギロチン（2018年7月7日） - 森本一雄 役[26]
- 鈴木家の嘘（2018年11月16日） - 北別府 役[27]
- ハード・コア（2018年11月23日）
- こんな夜更けにバナナかよ 愛しき実話（2018年12月28日） - 塚田心平 役[28]
- きばいやんせ!私（2019年3月9日） - チャリ 役[29]
- プリズン13（2019年8月30日） - H 役[30]
- 愛の小さな歴史 誰でもない恋人たちの風景 vol.1（2019年10月19日） - トモさん 役[31]
- 夕陽のあと（2019年11月8日） - 吉田 役
- 37セカンズ（2020年3月6日） - 池谷 役
- 酔うと化け物になる父がつらい（2020年3月6日） - 白石 役[32]
- パラダイス・ロスト（2020年3月20日） - 亀田くん 役[33]
- 銃 2020（2020年7月10日）[34]
- ロックンロール・ストリップ（2020年8月14日）
- 事故物件 恐い間取り（2020年8月28日） - 定食屋店主 役[35]
- 喜劇 愛妻物語（2020年9月11日） - 臼井 役
- 星の子（2020年10月9日）
- 本気のしるし〈劇場版〉（2020年10月9日） - 葉山正 役
- 罪の声（2020年10月30日） - 生島聡一郎 役[36]
- 花束みたいな恋をした（2021年1月29日） - ラブホの男性 役[37]
- 椿の庭（2021年4月9日）[38]
- バイプレイヤーズ 〜もしも100人の名脇役が映画を作ったら〜（2021年4月9日） - 宇野祥平（本人） 役[39]
- 明日の食卓（2021年5月28日） - 安田 役[40]
- いとみち（2021年6月25日[注 2]） - 青木 役[42]
- シュシュシュの娘（2021年8月21日） - 鴉丸吾郎 役[43]
- 君は永遠にそいつらより若い（2021年9月17日） - 江藤敏光 役
- MIRRORLIAR FILMS Season1「無事なる三匹プラスワン コロナ死闘篇」（2021年9月17日）
- 前科者（2022年1月28日） - 松山友樹 役
- とんび（2022年4月8日） - トクさん 役[44][45]
- 夜を走る（2022年5月13日）
- ビリーバーズ（2022年7月8日） - 議長 役[46]
- アキラとあきら（2022年8月26日、東宝） - 井口雅信 役[47]
- オカルトの森へようこそ THE MOVIE（2022年8月27日） - 江野祥平 役
- さかなのこ（2022年9月1日、東京テアトル） - おさかなショップ「海人」の店長 役[48]
- “それ”がいる森（2022年9月30日、松竹） - 長尾良平 役[49]
- わたしのお母さん（2022年11月11日、ベストブレーン） - スーパーの店長 役[50]
- 左様なら今晩は（2022年11月11日、パルコ） - 奥田 役[51]
- 銀平町シネマブルース（2023年2月10日）- 佐藤伸夫 役[52]
- クモとサルの家族（2023年3月18日、リアルプロダクツ） - 主演・サル 役（徳永えりとダブル主演）[53][54]
- 放課後アングラーライフ（2023年4月29日、マーメイドフィルム） - 地元の兄貴分 役[55][56]
- 探偵マリコの生涯で一番悲惨な日（2023年6月30日、東映ビデオ） - 天本秀樹 役[57][58]
- almost people「長男のはなし」（2023年9月30日、コギトワークス） - 大和屋時男 役[59]
- 鯨の骨（2023年10月13日、カルチュア・パブリッシャーズ） - しんさん 役[60]
- こいびとのみつけかた（2023年10月27日、ジョーカーフィルムズ）[61]
- 正欲（2023年11月10日、ビターズ・エンド） - 越川秀己 役[62]
- 市子（2023年12月8日、ハピネットファントム・スタジオ） - 後藤修治 役[63]
- 一月の声に歓びを刻め（2024年2月9日、東京テアトル） - 正夫 役[64]
- ラストマイル（2024年8月23日、東宝） - 佐野亘 役[65][66]
- 正体（2024年11月29日、松竹）[67]
- YOUNG & FINE（2024年、クロックワークス）[68]
- 雪の花 -ともに在りて-（2025年1月24日、松竹） - 与平 役[69][70]
- となりの宇宙人（2025年6月27日、SPOTTED PRODUCTIONS）- 主演・宙さん 役[71]
- THE オリバーな犬、 (Gosh!!) このヤロウ MOVIE（2025年9月26日公開予定、エイベックス・フィルムレーベルズ） - 酒々井茂 役[72][73]
- 平場の月（2025年11月14日公開予定、東宝）[74]

#### 配信映画
- Broken Rage（2025年配信予定、Amazon Prime Video）[75]

### テレビドラマ
- 美少女日記III「湘南瓦屋根物語」（2002年、テレビ東京） - 宇野ジロウ 役
- 金曜エンタテイメント「事件調査員 南条真琴 東京〜隠岐 摩天崖殺人事件」（2005年2月25日、フジテレビ）
- 深夜食堂（2009年、毎日放送 / TBS） - カメラマン・小道 役
  - 深夜食堂2（2011年）
  - 深夜食堂3（2014年）
- D×TOWN「太陽は待ってくれない」（2012年、テレビ東京） - 江口昭夫 役
- VISION-殺しが見える女- 第3話（2012年、読売テレビ/日本テレビ） - 村上晃 役
- エアーズロック（2012年、東名阪ネット6系列） - 紀里谷崎翔 役
- 向田邦子 イノセント 第3話（2012年、WOWOW）
- まほろ駅前番外地 第9話（2013年、テレビ東京） - 山崎智則 役
- ネオ・ウルトラQ 第11話（2013年、WOWOW）
- ウルトラマンギンガ（2013年、テレビ東京） - 柿崎太一 役
- ノーコン・キッド 〜ぼくらのゲーム史〜 第6話（2013年、テレビ東京） - 先輩 役
- リバースエッジ 大川端探偵社 第4話（2014年、テレビ東京） - 水野裕美 役
- 月曜ゴールデン「検事・霧島三郎」（2014年、TBS） - 権藤刑事 役
- 女はそれを許さない（2014年、TBS） - 塚田一郎　役
- 隣のレジの梅木さん（2014年、フジテレビ） - 小林正志 役
- 洞窟おじさん（2015年、NHK BSプレミアム） ‐ 木村千次 役
- 一番電車が走った（2015年、NHK総合）
- 劇場霊からの招待状 第5話（2015年、毎日放送 / TBS） - 野尻太郎 役
- ママゴト（2016年、NHK BSプレミアム） - 飛田 役
- 仮面ライダーエグゼイド（2017年、テレビ朝日） - 小星作 役
- 山本周五郎時代劇 武士の魂 第10話（2017年8月15日、BSジャパン） - 西村伝蔵 役
- セシルのもくろみ（2017年7月13日 - 9月7日、フジテレビ） - 宮地伸行 役
- ハロー張りネズミ 第7話（2017年8月25日、TBS） - 星野健太 役
- ブラックリベンジ 第5話・最終話（2017年11月3日・12月8日、読売テレビ / 日本テレビ） - 鶴川謙三 役
- 男の操（2017年11月12日 - 12月24日、NHK BSプレミアム） - 屋台の親父 役
- 家康、江戸を建てる 後編「金貨の町」（2019年1月3日、NHK総合） - 元蔵 役
- スキャンダル専門弁護士 QUEEN 第1話・第5話（2019年1月10日・2月7日、フジテレビ） - 深川章一 役
- 虫籠の錠前（2019年3月22日 - 5月10日、WOWOW） - カズキ 役[76]
- 本気のしるし（2019年10月14日 - 12月17日、メ〜テレ） - 葉山正 役
- ひとりキャンプで食って寝る 第5話（2019年11月16日、テレビ東京） - アウトドアショップの店員 役[77]
- 37セカンズ（2019年12月5日、NHK BSプレミアム） - 池谷 役
- 連続テレビ小説（NHK）
  - エール（2020年） - 熊谷先生 役
  - ブギウギ（2023年10月2日 - ） - ゴンベエさん（伊福部玉五郎） 役[78][79]

- スポットライト 第6話（2020年8月11日、TOKYO MX） - 歌野 役
- 太陽の子（2020年、NHK総合・NHK BS4K・NHK BS8K） - 岡野真三 役[80]
- あのコの夢を見たんです。 第2話（2020年10月9日、テレビ東京） - 剛力太 役[81]
- そのご縁、お届けします-メルカリであったほんとの話- 第4話（2020年11月24日、毎日放送 / TBS） - 浜野泰司 役[82]
- バイプレイヤーズ〜名脇役の森の100日間〜 第3話・第6話（2021年1月23日・2月12日、テレビ東京） - 宇野祥平（本人） 役[83]
- 君と世界が終わる日に 第6話 - 最終話（2021年2月21日 - 3月21日、日本テレビ） - 御前崎医師 役[84]
- 向こうの果て（2021年5月14日 - 7月2日、WOWOW） - 行島道夫 役[85]
- ネメシス 第7話（2021年5月23日、日本テレビ） - 烏丸司 役
- ＃家族募集します 第1話・第8話・最終話（2021年7月9日・9月17日・9月24日、TBS） - 野田達也 役
- オリバーな犬、このヤロウ 第3話（2021年10月1日 NHK） - 酒々井茂 役
- 前科者 -新米保護司・阿川佳代-（2021年11月20日 - 12月25日、WOWOW） - 松山友樹 役
- 雲霧仁左衛門 5（2022年、NHK BSプレミアム） - 百足の鉄三 役
- 今度生まれたら（2022年5月8日 - 6月19日、NHK BSプレミアム） - シンちゃん 役
- ザ・タクシー飯店（2022年6月2日 - 7月21日、テレビ東京） - 東屋敷要 役[86]
- WOWOWオリジナルドラマ オカルトの森へようこそ（2022年7月22日 - 8月26日、WOWOW） - 江野祥平 役[87]
- 特集ドラマ「二十四の瞳」（2022年8月8日、NHK BSプレミアム / BS4K）
- クロサギ（2022年10月21日 - 12月23日、TBS） - 桃山哲次 役[88]
- 連続ドラマW 両刃の斧（2022年11月13日 - 12月18日、WOWOW） - 青山陽太 役[89]
- あなたがしてくれなくても（2023年4月13日 - 6月22日、フジテレビ） - 高坂仁 役[90]
  - あなたがしてくれなくても 特別編（2023年6月29日、フジテレビ）[91]
- OZU 〜小津安二郎が描いた物語〜 第4話「淑女と髯」（2023年12月3日、WOWOW）[92]
- アイドル誕生 輝け昭和歌謡（2023年12月1日、NHK BSプレミアム4K / 2024年1月2日、NHK BS） - 主演・阿久悠 役[93]
- 推しを召し上がれ〜広報ガールのまろやかな日々〜（2024年1月11日 - 、テレビ東京） - 石川肇 役[94]
- 街並み照らすヤツら（2024年4月27日 - 6月29日、日本テレビ） - 日下部茂利 役[95]
- ブラック・ジャック（2024年6月30日、テレビ朝日）[96]
- 三ツ矢先生の計画的な餌付け。（2024年7月26日 - 、毎日放送） - シゲ 役[97]
- 密告はうたう2 警視庁監察ファイル（2024年8月11日 - 、WOWOW） - 榎本 役[98]
- モンスター（2024年10月14日 - 12月23日、関西テレビ・フジテレビ） - 村尾洋輔 役[99]
- 水平線のうた（2025年3月1日・8日、NHK総合・NHK BSプレミアム4K） - 三好 役[100]
- シリーズ・横溝正史短編集Ⅳ「金田一耕助、悔やむ」（NHK BSプレミアム4K、NHK BS）　『湖泥』（2025年3月28日） - 北神九十郎 役
- こんばんは、朝山家です。（2025年7月6日 - 、朝日放送テレビ・テレビ朝日） - 梶本清 役[101]
- 夜の道標 -ある容疑者を巡る記録-（2025年9月14日〈予定〉 - 、WOWOW） - 戸川勝弘 役[102]

### 配信ドラマ
- 婚前特急-結婚まであと117日-（2011年、LISMO Video） - 堀アキラ 役
- 午前3時の無法地帯（2013年、BeeTV） - 田辺 役
- 深夜食堂 -Tokyo Stories-（2016年、Netflix） - 小道 役
  - 深夜食堂 -Tokyo Stories Season2-（2019年）
- Jimmy〜アホみたいなホンマの話〜（2018年、Netflix） - とっさん 役
- ルームロンダリング（2018年、TSUTAYAプレミアム） - 蒔苗三平太 役[103]
- 全裸監督（2019年、Netflix） - 村西とおるの父親 役
- 未来世紀SHIBUYA（2021年、Hulu） - マネキンおじさん 役[104]
- ヒヤマケンタロウの妊娠（2022年、Netflix） - 宮地 役[105]
- 龍が如く〜Beyond the Game〜（2024年、Amazon Prime Video） - 鶴田浩二 役[106]

### CM
- 森永製菓「ウイダーinゼリー」（2006年）
- NEXON「テイルズウィーバー2007」（2007年）
- 阿部蒲鉾店「おいしいもの/おいしさ広がる」（2010年）
- セブンイレブン「夜得クーポン/お疲れ様です」（2010年）
- MiONA「DRACULA（ドラキュラ）」（2012年）
- 日本たばこ産業「青年社長の分煙」（2012年）
- ハウスメイト「まごころ。未来」篇（2013年）
- 麒麟麦酒 キリン一番搾り生ビール「満島ひかり 屋台」篇（2017年）
- WOWOW「デート」篇（2018年）
- ソニー損保「事故後のサポート」篇 (2023年)

### オリジナルビデオ
- 極道刑事（2003年）
- ナショナルアンセム（2003年）
- ラビパパ（2007年）
- 実録!呪われたUFO体験 -Xファイル-「UMA」（2007年）
- ヤンキー女子高生 茨城最強伝説（2008年）
  - ヤンキー女子高生2 神奈川最強伝説（2009年）
- 放電（2009年）
- ユリア100式（2009年）
- パラノーマル・フェノミナン（2010年）
- 実録!恐怖DX2　第16話 「カギ」（2010年）
- ネ申アイドル総選挙バトル（2011年）
- 戦慄怪奇ファイル コワすぎ!最終章（2015年4月11日） - 江野祥平 役
- 仮面ライダーエグゼイド トリロジー アナザー・エンディング PartII 仮面ライダーパラドクス with 仮面ライダーポッピー（2018年4月11日） - 小星作 役

### 舞台
- あうるすぽっとプロデュース公演『季節のない街』（2012年10月4日 - 6日、脚色・演出：戌井昭人）
- はえぎわpresents 真夜中『鳥ト踊る』（2012年10月26日 - 31日、演出：ノゾエ征爾）

### 劇場アニメ
- 岬のマヨイガ（2021年） - 馬淵川の河童 役[107]
- 化け猫あんずちゃん（2024年） - 閻魔大王 役[108]
- 無名の人生（2025年5月16日）- ひろし 役[109][110]

### ミュージック・ビデオ
- GENERATIONS from EXILE TRIBE「DREAMERS」（2019年）[111]
- 銀杏BOYZ「エンジェルベイビー」（2017年）[112]
- THEイナズマ戦隊「世明けのうた」（2021年）[6]